# Бахлују (Јаши)
Бахлују (рум. Bahluiu) насеље је у Румунији у округу Јаши у општини Котнари. Oпштина се налази на надморској висини од 150 m.

## Становништво
Према подацима из 2002. године у насељу је живело 381 становника, од којих су сви румунске националности.